# Jardins de Winston Churchill
Els Jardins de Winston Churchill són un parc urbà situat a la cantonada inferior de la intersecció de la Via Augusta amb la Ronda del General Mitre, al barri de Les Tres Torres de Barcelona, molt a prop de l'estació homònima dels Ferrocarrils de la Generalitat (FGC). Estan dedicats a sir Winston Churchill (1874-1965), polític i escriptor britànic, primer ministre del Regne Unit durant la Segona Guerra Mundial i els anys de postguerra, així com Premi Nobel de Literatura (1953).

## Història

### Iniciativa i antecedents

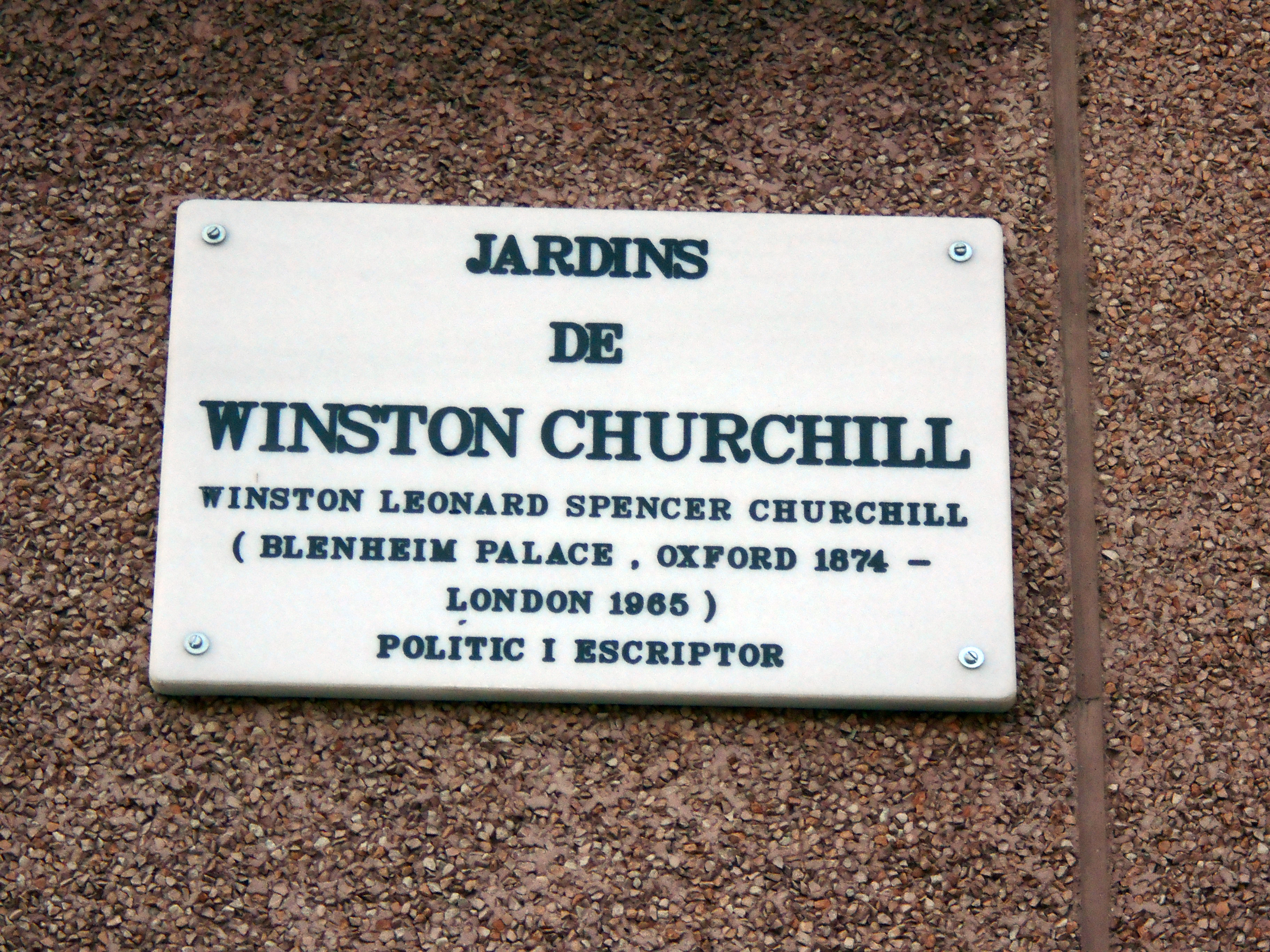
Placa dels Jardins

La idea de que la ciutat dediqués alguna part del seu espai urbà a Winston Churchill va ser impulsada el 2005 per la Fundació Catalunya Oberta, de la mà del seu president Joan Guitart, que ho va traslladar a l'alcalde Joan Clos, proposant un espai alternatiu sense nom establert a la plaça de Francesc Macià, conformat per l'espai interior entre els edificis Winterthur, Torre Godó, els habitatges Quinta Avenida del carrer del Comte d'Urgell i El Corte Inglés. Inicialment, es volia tenir-ho enllestir abans que acabés l'any, quan s'acomplien 60 anys del final de la Segona Guerra Mundial i 50 de la mort del qui havia estat primer ministre britànic, però la proposta, si bé va arribar a entrar a la ponència del nomenclàtor, no tingué més recorregut. En aquell moment, Barcelona ja disposava de vies públiques dedicades a estadistes i polítics estrangers, de diferents tendències ideològiques dins de l'àmbit de la democràcia liberal, com ara: els presidents dels Estatus Units Washington, Lincoln i John F. Kennedy, el canceller de la República Federal Alemanya i alcalde de Berlín Occidental Willy Brandt, o el primer ministre de Suècia Olof Palme.

### Aprovació per l'Ajuntament de Barcelona
El 6 de maig de 2010, el Consell Municipal del districte de Sarrià-Sant Gervasi aprovà per unanimitat una proposta de CiU de dedicar un espai públic a Winston Churchill a la ubicació actual si abans d'acabar l'any no se'n trobava cap altra de més adient, i el 8 de març de 2012, el Consell Plenari de l'Ajuntament va aprovar la proposta de forma unànime. Paral·lelament, la Fundació Catalunya Oberta havia encarregat i sufragat econòmicament un monòlit a l'escultor Pep Codó, perquè hi fos també emplaçat.

### Inauguració
El 15 de desembre del mateix any, s'inauguraren els jardins amb la col·locació de l'escultura d'homenatge, en un acte presidit per l'alcalde de Barcelona Xavier Trias; el president i el secretari de la Fundació Catalunya Oberta, Joan Oliver i Lluís Prenafeta, respectivament; la besnéta de l'estadista, Jennie Churchill Repard; i el cònsol general del Regne Unit a Barcelona, Andrew Gwatkin, entre altres: La ciutat de Barcelona, amb la dedicació d’aquest espai públic, vol ressaltar, especialment, el rècord i reconeixement que va tenir el primer ministre britànic cap a la capital catalana en el transcurs de la Segona Guerra Mundial, quan en el cèlebre i recordat discurs Aquesta va ser la seva hora més gloriosa pronunciat a la Cambra dels Comuns, el 18 de juny de 1940, va informar de la presa de Paris per part de l'exèrcit alemany; davant d’aquesta situació, emplaçà al conjunt de la ciutadania britànica a la resistència mostrada pels barcelonins durant els bombardejos aeris del bàndol franquista durant la Guerra Civil Espanyola. Concretament, les paraules expressades foren les següents:
| «                                                              | I do not at all underrate the severity of the ordeal which lies before us; but I believe our countrymen will show themselves capable of standing up to it, like the brave men of Barcelona, and will be able to stand up to it, and carry on in spite of it, at least as well as any other people in the world. Much will depend upon this | No subestimo en absolut la gravetat de la dura experiència que tenim per davant, però crec que els nostres compatriotes seran capaços de fer-li front, igual que ho van fer els valents ciutadans de Barcelona, de mantenir-se dempeus i seguir endavant malgrat això; al menys, tan bé com qualsevol altre poble del mon. Molt dependrà d’això. | » |
| — Winston Churchill. Cambra dels Comuns. (18 juny de 1940)., . | | |   |

Sense oblidar la seva defensa, fins a les últimes conseqüències, de la llibertat i la democràcia lliberal durant el mateix conflicte armat, que quedà tan ben plasmat en el seu discurs més conegut, Sang, suor i llàgrimes, que fou el primer realitzat en el càrrec, davant també de la Cambra baixa del Parlament britànic, 13 de maig de 1940.

### Rebuig i polèmica
La Candidatura d'Unitat Popular (CUP), en aquells moments sense representació al municipi ni al districte, s'hi posicionà clarament en contra, qüestionant els mèrits i esgrimint un llistat de greuges no tinguts en compte. En sengles articles publicats al diari La Vanguardia el 21 i el 27 de desembre de 2012, l'escriptora i sociòloga Eulàlia Solé i el periodista Lluís Permanyer hi van mostrar el seu desacord, i en aquest mateix mitjà es publicaren diverses cartes al director de lectors conformes i d'altres disconformes amb la mesura adoptada. Altres figures que es pronunciaren en contra foren l'escriptor Víctor Alexandre, tot i estar satisfet perquè un santcugatenc en fos l'autor de l'escultura. Les crítiques se centraven principalment en la passivitat de Churchill davant la dictadura franquista, que afavoriren la seva consolidació i continuïtat, primer durant la guerra civil espanyola, mitjançant la postura de no intervenció en el conflicte, no donant suport al bàndol republicà, que es concretà amb la constitució del Comitè de No-intervenció, i més tard, permetre la permanència de la dictadura, per part dels aliats, després de la Segona Guerra Mundial. Al seu torn, la Fundació Catalunya Oberta qualificà d'«absurdes» les opinions que posaven en dubte els reconeixements de Churchill.

## Disseny
Amb una superfície total de 0,07 hectàrees i forma triangular conté parterres de gespa, zones de sauló i paviment dur, complementat per bancs de fusta. Les espècies vegetals plantades són l'abèlia lluent (Abelia x grandiflora), l'àlber (Populus alba), l'heura (Hedera helix), la lantana (Lantana strigocamara), la magnòlia (Magnolia grandiflora),la parkinsònia (Parkinsonia aculeata) i la troana (Ligustrum lucidum).

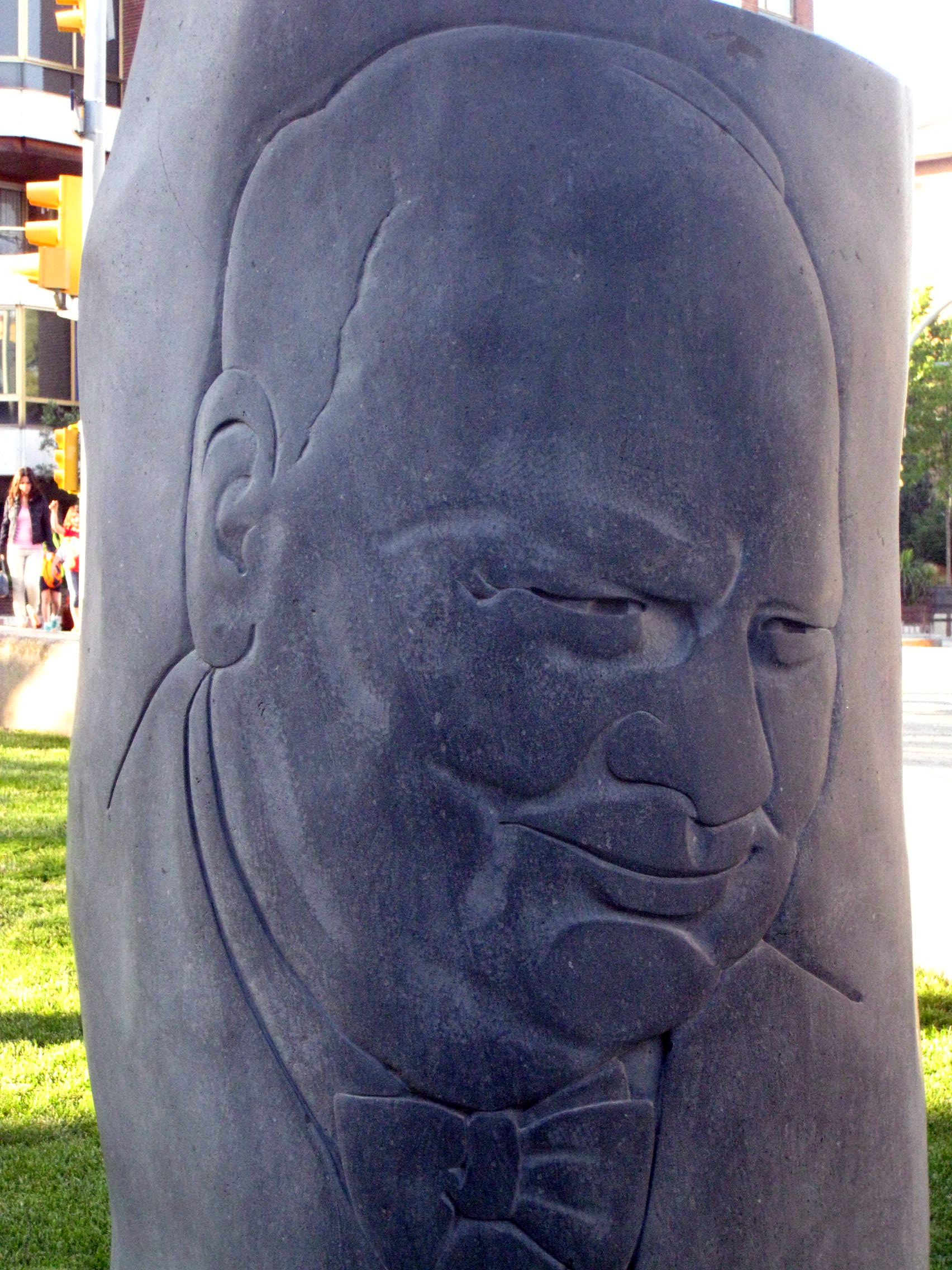
El rostre de Churchill a l'escultura

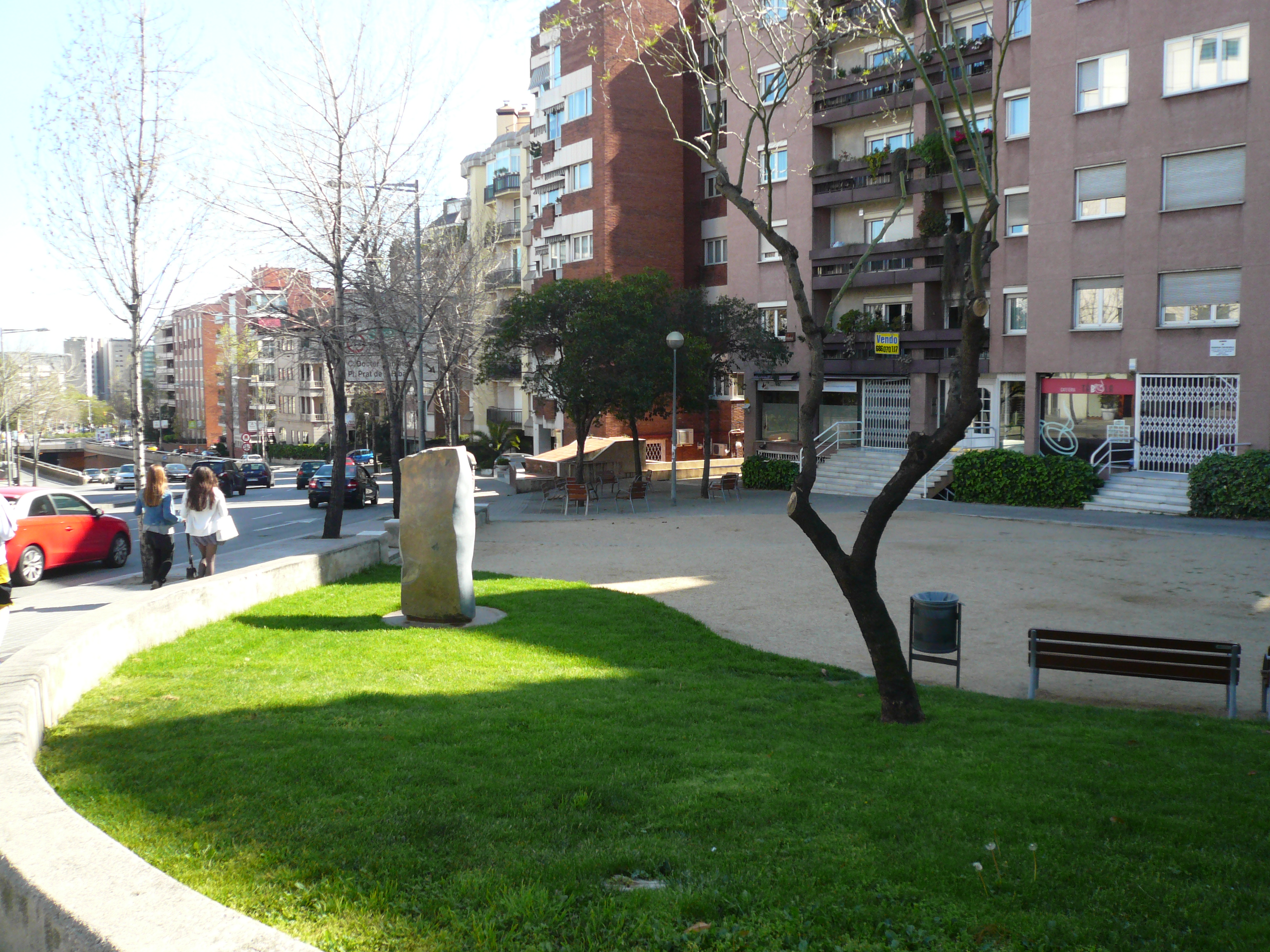
Vista dels jardins, amb l'escultura en un dels extrems

En un dels extrems, hi ha una monument en el seu honor de l'escultor santcugatenc Pep Codó (2012). És un monòlit de basalt de 2,20 m d'alçada amb l'efígie en baix relleu del primer ministre, abillat amb el seu característic corbatí. El cost de la peça artística fou sufragat per la Fundació Catalunya Oberta, com queda recollit, també, a la base circular i metàl·lica de la mateixa, on es van gravar les següents inscripcions: «Barcelona a Winston Churchill» i «Donació Fundació Catalunya Oberta 2012»